# Yannick van de Velde
Yannick van de Velde (Utrecht, 15 agosto 1989) è un attore e doppiatore olandese,figlio del regista Jean van de Velde.

## Filmografia
- Kruimeltje - regia di Maria Peters (1999)
- In Oranje - regia di Joram Lürsen (2004)
- Floris - regia di Jean van de Velde (2004)
- De Brief voor de Koning - regia di Pieter Verhoeff (2008)
- Hoe duur was de suiker - regia di Jean van de Velde (2013)
- Aanmodderfakker - regia di Michiel ten Horn (2014)
- Adios Amigos - regia di Albert Jan van Rees (2016)
- Ferry - regia di Cecilia Verheyden (2021)

### Televisione
- Moordvrouw - serie TV (2013)
- Undercover - serie TV (2021)

### Doppiaggio
- Edmund Pevensie (Skandar Keynes) in Le cronache di Narnia - Il leone, la strega e l'armadio, Le cronache di Narnia - Il principe Caspian, Le cronache di Narnia - Il viaggio del veliero

### Doppiatori italiani
Nelle versioni in italiano delle opere in cui ha recitato, Yannick van de Velde è stato doppiato da:
- Emiliano Coltorti  in Ferry

## Riconoscimenti
- Young Artist Awards 2005 - Miglior performance in un film internazionale - Giovane attore protagonista